# デプ川
デプ川（デプがわ、ロシア語: Деп,中国語: 傑普河）は、ロシア連邦のアムール州を流れるゼヤ川の左支流の一つである。
古くは満州語などのトゥングース語でニンニ川（Ningni bira）、漢語では濘泥河と呼ばれていた。

## 概要
デプ川の長さは348㎞、流域面積は10,400㎢、年間平均流量は90m³/ sで、オゴロン湖を源流とする。 上流域は山岳地帯で、下流域は低湿地帯を流れる。